# Sprout (E-Sport)
Sprout war eine deutsche E-Sport-Organisation und siebenmaliger Gewinner der ESL Meisterschaft im Computerspiel Counter-Strike: Global Offensive.
Aus dem Counter-Strike: Global Offensive Team Seed im Dezember 2017 hervorgegangen, agiert Sprout aus Berlin. Sie sind ein Gründungsmitglied des eSport-Bund Deutschland.
Daneben stellt Sprout ein League of Legends Team, welches in der zweiten Division der Strauss Prime League antritt, sowie Teams und Spieler in den Spielen PUBG: Battlegrounds und Trackmania.
Am 25. März 2024 löste sich die Organisation aus finanziellen Gründen auf.

## Counter-Strike Global Offensive
Zurzeit besteht das Counter-Strike Global Offensive Team aus Victor „Staehr“- Staehr, Laurențiu „lauNX“ Țârlea, Fritz „slaxz-“ Dietrich, Rasmus „Zyphon“ Nordfoss und Ismail „refrezh“ Ali. Als Coach agiert aktuell der Däne Danny „BERRY“ Krüger. Der aktuelle Kader wurde im August 2022 zusammengeführt.
Das Counter Strike Team gewann sechsmal in Folge, siebenmal insgesamt, die ESL Meisterschaft.

### Spieler 2022
Teamaufstellung lt. sprout.gg:
- Fritz „slaxz“- Dietrich (seit 2021)
- Rasmus „Zyphon“ Nordfoss (seit 2022)
- Victor „Staehr“ Staehr (seit 2022)
- Ismail „refrezh“ Ami (seit 2022)
- Laurențiu „lauNX“ Țârlea (seit 2022)
- Danny „BERRY“ Krüger (Coach)

### Wichtige ehemalige Spieler
- Timo „Spiidi“ Richter (2017–2022)
- Nils „k1to“ Gruhne (2019)
- Florian „syrsoN“ Rische (2019)
- Kevin „kRYSTAL“ Amend (2017–2018)

### Erfolge (Auszug)
| Datum      | Platz | Turnier                                    | Preisgeld   |
| ---------- | ----- | ------------------------------------------ | ----------- |
| Aug. 2018  | 1.    | ESL Meisterschaft: Sommer 2018             | 012.000 €   |
| Apr. 2019  | 2.    | Charleroi Esports 2019                     | 020.000 €   |
| Apr. 2019  | 2.    | Copenhagen Games 2019                      | 130.000 DKK |
| Sep. 2019  | 2.    | Games Clash Masters 2019                   | 020.000 $   |
| Novr. 2019 | 2.    | DreamHack Open Atlanta 2019                | 020.000 $   |
| Dez. 2019  | 1.    | ESL Meisterschaft: Winter 2019             | 012.000 €   |
| Jan. 2020  | 2.    | United Masters League Season 2: Playoffs   | 020.000 €   |
| Mai 2020   | 1.    | ESL Meisterschaft: Spring 2020             | 015.000 €   |
| Juli 2020  | 1.    | ESEA EU CS:GO MDL Season 34 - Playoffs     | 020.000 $   |
| Sep. 2020  | 1.    | #PlayForBelarus                            | 050.000 zł  |
| Jan. 2021  | 1.    | UNITED Pro Series Winter 2020              | 016.000 €   |
| Jan. 2021  | 1.    | ESL Meisterschaft: Autumn 2020             | 015.000 €   |
| Feb. 2021  | 1.    | European Development Championship Season 2 | 017.500 $   |
| Mai 2021   | 1.    | ESL Meisterschaft: Spring 2021             | 015.000 €   |
| Nov. 2021  | 1.    | ESL Meisterschaft: Autumn 2021             | 013.500 €   |
| Nov. 2021  | 1.    | UNITED Pro Series 2021                     | 015.100 $   |